# 정완영
정완영 (1919년 11월 11일 ~ 2016년 8월 27일)은 대한민국의 시인이다. 경상북도 김천시봉산면 예지리(일명,鳳溪)에서 태어났다. 호는 백수(白水)이다. 문학인으로서의 데뷔는 1960년 신춘문예에 등단이 되면서 했다. 그는 현재까지 1천 편이 넘는 시조를 썼고 한국 현대 시조문학에서 그의 위치는 굳건하다. 
2016년 8월 경기도 군포시 산본동에 있는 요양병원에서 요양 치료를 하던 중 노환으로 향년 97세를 일기로 별세하였으며 유해는 고향인 김천시 대항면 직지사 부근에 있는 김천시 공립 백수문학관 뒷산에서 수목장으로 안장되었다.
2008년에 김천시 공립 문학관인 백수문학관이 설립되었다.

## 특징
정완영 시인은 다양한 시적 소재를 사용하여 한국적인 한의 정서를 조국에 대한 애정으로 승화시켜 표현했다. 전통적인 서정을 바탕으로 자연을 관조하는 세계를 시로 그려내기도 했다. 다시 말해 정완영 시인은 고향, 자연 그리고 사찰을 시조에 담아왔다.

## 생각
정완영 시인은 시를 즐겨 읽는 사람들은 민족을 사랑하게 되고 불교를 좋아하게 된다고 말한다. 인간의 깊은 정신세계에서 자연과 정서가 섞이고 승화되어 나온 시를 읽다보면 부처의 가르침이 자연스럽게 몸에 배일 수 있기 때문이다. 그래서 그는 우리나라 국민의 정신이 담겨 있는 사찰에 시가 많이 쓰이면 좋겠다고 한다. 시 한 수가 한 인간의 삶을 변화시킬 수 있고 만인을 교화시키며 또, 그 자체로서 사회를 변화시킬 수 있기 때문이다.
정완영 시인의 말에 따르면 시인은 불교정신을 잘 우려낼 줄 아는 사람이다. 따라서 시인은 참사람이 되어야 한다고 말한다. 시는 부드러움, 여유 그리고 치유라는 기본적인 성질을 지니고 있기 때문이다. 시인과 시의 정신이 없어진다면 세상은 혼잡해질 수 밖에 없을 것이다. 따라서 시를 많이 읽는 사람들이 모인 사회, 시인이 되고자 하는 사람들이 많은 사회는 행복하고 건강한 사회가 될 수 밖에 없다. 그는 현대 사회에서 여유가 점점 없어지는 원인을 생활에서의 시정신이 없어진 데에서 찾는다. 사람들은 시로써 거칠어지고 굳어지는 마음을 부드럽게 순화하고 생활에 여유를 가질 수 있으며 정신에 든 병을 치유할 수 있다. 이런 의미에서 시는 인간에게 반드시 필요한 문학장르라고 시인은 말한다.
정완영 시인은 시조가 말로만 쓰는 것이 아니라고 말한다. 말과 말, 즉 행 사이에 침묵을 많이 심어두는 것이 시조이다. 정형시조는 45자 안팎인데 그 안에 들어 있는 의미는 무궁무진하다. 이렇게 의미를 함축시키기 위해서는 불필요한 탐욕과 망상을 벗어버려야 한다. 시인도 깨달음을 얻기 위해 수련을 하는 수행자처럼 수행을 해야만 함축적인 시를 쓸 수 있다. 그는 내적인 수행과정을 거치면서 오묘한 깨달음을 얻게 되고 시적 감흥이 자연스럽고 부드럽게 다가온다고 말한다. 그 감흥의 순간을 문자로 옮겨놓는 역할을 하는 사람이 바로 시인인 것이다. 여기서 깨달음을 얻기까지 시인은 끊임없는 내적 수행과 정화를 거쳐야 한다.
시인의 호인 백수(白水)는 직역하면 "흰 물"이라는 뜻이다. 여기서 흰 물은 깨끗한 물, 오염되지 않은 물을 의미한다. 세속의 때가 묻지 않은 물을 가리키는 말이다. 그의 호가 말하듯, 정완영 시인은 조용하고 정갈하다. 그는 맑은 샘물과 같은 정갈함을 간직하기 위해 지금까지 60년 가까이 매일 일기를 쓰고 있다. 이런 정화 작업을 거치면 그의 가슴이 맑아진다고 한다.
그의 시에는 고향에 대한 동경과 부처의 자비심이 담겨 있다. 그는 인간의 고향이 속세와는 멀리 있다고 생각하기 때문에 항상 자연과의 교감을 통해 문답하는 자세를 가지고 있다. 또, 마음이 흐트러지면 불심을 다지고 시상에 빠진다. 그가 보여주는 휴머니즘은 자연의 목소리이자 곧 부처님의 목소리이다.

## 경력
- 동인지 "오동" 발간 (1946년)
- 한국시조시인협회 부회장 역임 (1965년)
- 한국문인협회 이사 역임 (1976년)
- 한국문인협회 시조분과 회장 역임 (1979년)
- 한국시조시인협회 회장 역임 (1992년)
- 육당문학상 운영위원장 역임 (1994년)
- 한국시조시인협회 상임고문 역임 (1994년)
- 온겨레 시조짓기 추진회 회장 역임 (1996년)

## 수상
- 국제신보 신춘문예 당선 - <해바라기> (1960년)
- 조선일보 신춘문예 당선 - <조국> (1962년)
- 문화공보부 문예창작기금 한국문학상 (1974년)
- 가람문학상 (1979년)
- 은관문화훈장 (1995년)
- 만해시 문학상 (1999년)
- 유심특별상 (2007년)

## 작품
- <해바라기> (1960년)
- <채춘보> (1969년)
- <묵로도> (1972년)
- <실일의 명> (1974년)
- <연과 바람> (1984년)
- <시조산책> (1985년)
- <난보다 푸른 돌> (1990년)
- <오동잎 그늘에 서서> (1994년)
- <엄마 목소리> (1998년)
- <이승의 등불> (2001년)